# Aleksandr Parygin
Aleksandr Parygin, född den 25 april 1973 i Almaty, Kazakstan, är en kazakisk och därefter australisk idrottare inom modern femkamp.
Han tog OS-guld i herrarnas moderna femkamp i samband med de olympiska tävlingarna i modern femkamp 1996 i Atlanta.